# Nguyễn Văn Là
Nguyễn Văn Là (1918-1990) nguyên là một cựu tướng lĩnh Bộ binh của Quân lực Việt Nam Cộng hòa, cấp bậc Trung tướng. Ông nguyên được đào tạo trong môi trường Quân đội từ nhỏ (Thiếu sinh quân), sau đó được đào tạo tiếp tại trường Võ bị để trở thành một sĩ quan phục vụ trong Quân đội Liên hiệp Pháp. Sau này, trong quân đội, ông đã từng giữ các chức vụ chỉ huy cấp Tiểu đoàn, Tỉnh trưởng kiêm Tiểu khu trưởng. Ông cũng từng giữ chức vụ đứng đầu ngành Cảnh sát Quốc gia. Chỉ huy trưởng các trường đào tạo nhân lực cho quân đội và cuối cùng ông là người chỉ huy thứ hai ở cơ quan cao nhất của Quân đội chỉ sau Tổng Tham mưu trưởng. Ông cũng là một trong số ít sĩ quan được phong cấp tướng ở thời kỳ Đệ nhất Cộng hòa.

## Tiểu sử & binh nghiệp
Ông sinh ngày 7 tháng 12 năm 1918 tại Biên Hòa. Cha mẹ ông qua đời lúc ông còn nhỏ, ông sống với ông bà ngoại tại Biên Hòa. Năm 1931, ông được người cậu là Thượng sĩ Nguyễn Văn Quan đỡ đầu và giới thiệu theo học trường Thiếu sinh quân Đakao, Sài Gòn. Năm 1935, ông được chuyển qua trường Thiếu sinh quân Đông Dương Cap Saint Jacques (Vũng Tàu) và đến năm 1937 ra trường với chứng chỉ Trung học Đệ nhất cấp (tương đường bằng Thành chung).

### Phục vụ Quân đội Pháp
Sau đó ông nhập ngũ vào Quân đội Pháp, mang số quân: 38/100.424 với cấp bậc là một Hạ sĩ quan. Đến năm 1944, ông được cử theo học sĩ quan tại trường Võ bị Tông Sơn Tây. Tốt nghiệp với cấp bậc Chuẩn úy. Ngày 9 tháng 3 năm 1945, Nhật đảo chính Pháp, ông cùng với 5 người vừa Việt vừa Pháp vào rừng theo Đồng Minh để kháng Nhật. Ngày 15 tháng 8 Nhật đầu hàng Đồng Minh ở Đông Dương, 5 người bạn lần lượt đều bị Nhật sát hại, chỉ mình ông thoát thân. Sau đó ông được Pháp trao tặng Huy Chương Đào thoát, đồng thời ông được thăng cấp Thiếu úy. Đến cuối tháng 4 năm 1946, ông được thăng cấp Trung úy và được cử làm Chỉ huy phó trường Thiếu sinh quân Đakao. Giữa năm 1947, ông được chỉ định làm Chánh chủ khảo kỳ thi mãn khóa sĩ quan ở trường Võ bị Địa phương Vũng Tàu. Sau đó, ông được thăng cấp Đại úy chuyển biên chế sang Quân đội Liên hiệp Pháp giữ chức vụ Tiểu đoàn trưởng Tiểu đoàn 3 Việt Nam.

### Quân đội Quốc gia Việt Nam
Đầu năm 1950, Quân đội Quốc gia Việt Nam được thành lập, ông được chuyển biên chế từ Quân đội Liên hiệp Pháp sang phục vụ cơ cấu mới này và vẫn Chỉ huy Tiểu đoàn 3 Việt Nam cũng được chuyển quân số sang trực thuộc Quân đội Quốc gia. Đầu năm 1952, Quân đội Quốc gia thành lập Bộ Tổng Tham mưu, ông được thăng cấp Thiếu tá và được cử làm Tỉnh trưởng kiêm Tiểu khu trưởng Kiến Hòa.

### Quân đội Việt Nam Cộng hòa
Đầu năm 1956, sau một thời gian chuyển qua Quân đội Việt Nam Cộng hòa, ông được thăng cấp Trung tá, được cử làm Tư lệnh Phân khu Mỹ Tho kiêm Tư lệnh Biệt khu Đồng Tháp Mười. Bộ Chỉ huy Biệt khu đặt tại Gò Bắc Chiên, Mộc Hóa, Chánh văn phòng lúc bấy giờ là Trung úy Nguyễn Văn Đông. Cuối năm 1957, ông được thăng cấp Đại tá chuyển về Phủ Tổng thống giữ chức vụ Tham mưu trưởng Tham mưu Biệt bộ thay thế Trung tá Huỳnh Văn Cao
Đầu tháng 2 năm 1958, ông được lệnh bàn giao chức vụ Tham mưu trưởng Biệt bộ lại cho Thiếu tá Cao Văn Viên. Sau đó, ông được thăng cấp Thiếu tướng được bổ nhiệm chức vụ Tổng Giám đốc Cảnh sát Công an thay thế Thiếu tướng Phạm Xuân Chiểu. Trung tuần tháng 11 năm 1961, ông bàn giao chức vụ Tổng Giám đốc Cảnh sát Công an lại cho Đại tá Nguyễn Văn Y. Sau đó ông được bổ nhiệm chức vụ Tư lệnh Biệt khu Thủ đô.
Tháng 11 năm 1964, bàn giao Biệt khu Thủ đô lại cho Thiếu tướng Cao Văn Viên (đương nhiệm Tư lệnh Quân đoàn III), ông được chuyển ra Duyên Hải miền Trung giữ chức vụ Chỉ huy trưởng trường Hạ sĩ quan Quân đội Việt Nam Cộng hòa (còn gọi là Quân trường Đồng Đế, Nha Trang) thay thế Trung tá Nguyễn Vĩnh Xuân. Tháng 11 năm 1966, bàn giao chức vụ Chỉ huy trưởng trường Hạ sĩ quan lại cho Đại tá Lâm Quang Thơ. Sau đó chuyển về Bộ Tổng tham mưu làm Phụ tá Kế hoạch cho Tổng tham mưu trưởng do Trung tướng Cao Văn Viên đảm nhiệm. Ngày 3 tháng 6 năm 1968, ông được thăng cấp Trung tướng giữ chức vụ Tổng tham mưu phó đặc trách Bình định và Phát triển kiêm Tư lệnh Địa phương quân & Nghĩa quân. Giữa năm 1970, ông được trao gắn Anh dũng Bội tinh với nhành Dương liễu.
Đầu tháng 3 năm 1974, ông được lệnh bàn giao chức vụ Tổng tham mưu phó lại cho Trung tướng Nguyễn Văn Mạnh. Cuối tháng 3, ông được giải ngũ vì lý do đã phục vụ quân đội trên 20 năm.

## 1975
Ngày 30 tháng 4, ông cùng gia đình di tản ra khỏi Việt Nam. Sau đó được sang định cư tại Stony Brook, Long Island, New York, Hoa Kỳ từ tháng 6 năm 1975. Đến năm 1981, di chuyển sang định cư ở Thành phố Houston thuộc Tiểu bang Texas.
Ngày 22 tháng 9 năm 1990, ông từ trần tại Houston, Texas. Hưởng thọ 72 tuổi.

## Huy chương
-Bảo quốc Huân chương đệ nhi đẳng (ân thưởng)
-Nhiều huy chương quân sự, dân sự và đồng minh.

## Gia đình
- Cậu ruột: Ông Nguyễn Văn Quan (nguyên là Thiếu tướng trong Quân lực VNCH)
- Phu nhân: Bà Nguyễn Thị Minh (từng là Dân biếu Quốc hội Hạ viện thời Đệ nhị Cộng hòa)
- Các con: Nguyễn Thị Mỹ Thu, Nguyễn Thị Mỹ Dung, Nguyễn Thị Mỹ Kim, Nguyễn Văn Tri Hùng, Nguyễn Văn Tri Dũng